# Canvi de to

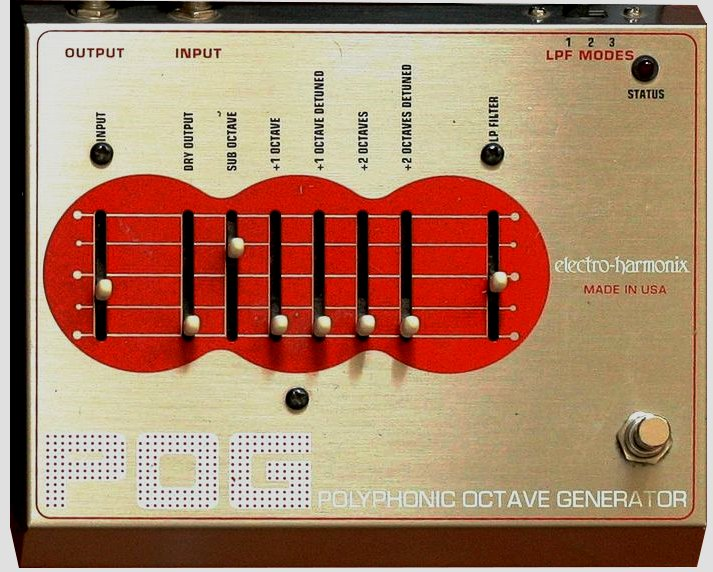
Efecte d'octava POG

El canvi de to és una tècnica d'enregistrament de so en la qual s'eleva o baixa el to original d'un so. Les unitats d'efectes que augmenten o baixen el to per un interval musical pre-designat (transposició) es coneixen com a canviadors de to.

## Canvi de to i tempo
Els mètodes més senzills s'utilitzen per augmentar el to i reduir la durada o, per contra, reduir el to i augmentar la durada. Això es pot fer reproduint una forma d'ona de so a una velocitat diferent de la que es va gravar. Es podria aconseguir en un primer gravador de bobina a bobina canviant el diàmetre de la roda del capstan o utilitzant un motor diferent. Pel que fa als discos de vinil, col·locar un dit sobre el tocadiscs per donar fricció el frenarà, mentre que donar-li un "gir" pot avançar. A mesura que milloraven les tecnologies, el control de la velocitat i el pas del motor es podria aconseguir electrònicament mitjançant circuits del sistema de servo-accionament.

## Pitch shifter i harmonitzador
Un pitch shifter és una unitat d'efectes de so que augmenta o baixa el to d'un senyal d'àudio en un interval preestablert. Per exemple, un canvi de to ajustat per augmentar el to en una quarta augmentarà cada nota tres intervals diatònics per sobre de les notes realment tocades. Els canvis de to senzills augmenten o baixen el to en una o dues octaves, mentre que els dispositius més sofisticats ofereixen una varietat d'alteracions d'interval. Els canvis de to s'inclouen a la majoria dels processadors d'àudio actuals.
Un harmonitzador és un tipus de canvi de to que combina el senyal de canvi de to amb l'original per crear una harmonia de dues o més notes. L' Eventide H910 Harmonizer, llançat l'any 1975, va ser una de les primeres unitats pitch-shifters i multiefectes digitals disponibles comercialment. El 10 de novembre de 1976, Eventide va presentar un registre de marca registrada per a "Harmonizer" i avui continua mantenint els seus drets sobre la marca registrada Harmonizer.
En l'enregistrament digital, el canvi de to s'aconsegueix mitjançant el processament digital del senyal. Els processadors digitals més antics sovint podrien canviar el to només en la postproducció, mentre que molts dispositius moderns que utilitzen tecnologia de processament informàtic poden canviar els valors de to pràcticament en temps real.
La correcció de to és una forma de canvi de to i es troba en programari com Auto-Tune i Melodyne per corregir les imprecisions d'entonació en un enregistrament o interpretació. El canvi de to pot augmentar o reduir tots els sons d'una gravació en la mateixa quantitat, mentre que a la pràctica, la correcció de to pot fer canvis diferents d'una nota a una altra.

## Usos notables
Nombrosos dibuixos animats han utilitzat canviadors de to per produir veus d'animals especials. Els enregistraments d'Alvin and the Chipmunks amb David Seville (també conegut com Ross Bagdasarian ) es van crear gravant pistes vocals a velocitats lentes i després reproduint-les a velocitats normals. L'artista de veu Mel Blanc va utilitzar tècniques de canvi de to per crear les veus de Tweety i Daffy Duck.
A la dècada de 1970, es van accelerar les reposicions d'espectacles com I Love Lucy per tal de publicar més anuncis durant les pauses comercials. L'Eventide H910 Harmonizer es va utilitzar per tornar a la normalitat la veu dels personatges després d'accelerar l'episodi.
Els creadors de South Park, Trey Parker i Matt Stone, han utilitzat el canvi de to per a la majoria dels seus personatges al llarg de la sèrie.
Un dels primers practicants notables del canvi de to en la música és Chuck Berry, que va utilitzar la tècnica per fer que la seva veu sonés més jove. Molts dels discos dels Beatles de 1966 i 1967 es van fer gravant pistes instrumentals mig pas més amunt i les veus corresponentment baixes. Alguns exemples inclouen " Pluja ", " Només estic dormint " i " Quan tingui seixanta-quatre ". El músic electrònic Burial és conegut per incloure mostres canviades de to de melodies vocals a les seves cançons.
El goregrind i, de tant en tant, el death metal utilitzen veus que sovint es canvien de to per sonar anormalment baixes i guturals. La famosa introducció de baix a la cançó " Seven Nation Army " de The White Stripes, és el resultat del guitarrista Jack White tocant una guitarra elèctrica a través d'un pedal d'efectes de canvi de to posat a una octava per sota. La banda era un duo, que no tenia un baixista i mai abans n'havia utilitzat cap en la seva música, i va optar per imitar el so d'un baix.
De 1986 a 1988, el músic nord-americà Prince va utilitzar el canvi de to per crear la seva veu "Camille".